# Bulčiski distrikt
Bulqiski distrikt (albanski: Rrethi i Bulqizës) je jedan od 36 distrikata u Albaniji, dio Dibrskog okruga. Po procjeni iz 2004. ima oko 43.000 stanovnika, a pokriva područje od 718 km². 
Nalazi se u istočnom dijelu zemlje, a sjedište mu je grad Bulqizë. Distrikt se sastoji od sljedećih općina:
- Bulqizë
- Fushë-Bulqizë
- Gjoricë
- Martanesh
- Ostren
- Shupenzë
- Trebisht
- Zerqan